# Siphonochelus longicornis
Siphonochelus longicornis is een slakkensoort uit de familie van de Muricidae. De wetenschappelijke naam van de soort is voor het eerst geldig gepubliceerd in 1888 door Dall.